# Club Deportivo Rincón
O Club Deportivo Rincón, também conhecido simplesmente como Deportivo Rincón, é um clube de futebol argentino de Rincón de los Sauces, cidade e capital do departamento de Pehuenches, na província de Neuquén. Foi fundado em 9 de setembro de 2012, suas cores são o azul-celeste e o branco.
Entre as muitas atividades esportivas praticadas no clube, a principal é o futebol, onde atualmente sua equipe masculina participa do Torneo Federal A, a terceira divisão do futebol argentino para as equipes indiretamente afiliadas à Associação do Futebol Argentino (AFA), sendo representante da Liga de Fútbol del Neuquén (LIFUNE) ante o Conselho Federal do Futebol Argentino (CFFA). Seu estádio de futebol é o Elías Moisés Gómez, também localizado em Rincón de los Sauces, que conta com capacidade entre 300 a 400 espectadores.
Entre seus feitos, o time do norte da província se destacou no futebol masculino, conquistando doze títulos na Liga de Futebol de Neuquén: a Copa Neuquén foi conquistada em seis oportunidades (2013, 2014, 2015, 2018, 2021 e 2022); títulos oficiais da liga em 2015, 2016, 2017, 2019 e 2022; além da conquista inaugural da Copa Integração Neuquina, também em 2022.

## História
Em 2007, nas instalações do Sindicato dos Petroleiros Privados de Neuquén, iniciou-se uma escolinha de futebol com apenas 30 alunos, exclusiva para filiados. No ano seguinte, o número de alunos aumentou para 120, e em 2010, o número de atletas subiu para 220, e foi autorizada a inclusão de jogadores não filiados. Por fim, em 2012, o grupo se estruturou oficialmente como clube, adotando o nome Club Deportivo Rincón e criando seu escudo.
O clube foi fundado em 9 de setembro de 2012, a partir de uma iniciativa de membros do Sindicato de Petróleo e Gás Privado de Neuquén, que buscava criar uma equipe capaz de representar a cidade de Rincón de los Sauces. O trabalho de Ricardo Dewey, então secretário de Esporte, Turismo e Cultura de Neuquén, e de Marcelo Rucci, então prefeito de Rincón de los Sauces, foi fundamental para impulsionar "O Leão da Patagônia", apelido carinhoso do clube. O clube estreou oficialmente em 2013, na segunda divisão da Liga de Futebol de Neuquén. Em sua estreia ficou com o segundo lugar na competição e garantiu o acesso à primeira divisão.
O crescimento foi meteórico. O time conquistou o acesso à primeira divisão da liga local (LIFUNE), disputou o Torneio Federal C de 2016 e, ainda naquele ano, recebeu convite para o Federal B. Em 2017, alcançou as semifinais da fase de acesso, sendo eliminado pelo Sol de Mayo de Viedma, que garantiria a promoção ao Federal A. Mesmo assim, a boa campanha valeu a chance de disputar uma vaga nos 32-avos da Copa Argentina de 2018.

## Instalaçãoes

### Estádio
O estádio do Deportivo Rincón está localizado no complexo do Camping do Sindicato dos Petroleiros Privados, em Rincón de los Sauces, no norte da província de Neuquén, próximo à divisa com Mendoza. O campo de jogo conta com gramado sintético e apenas uma arquibancada de cimento, com capacidade aproximada para 300 pessoas. Alguns portais especializados em futebol citam capacidades diferentes: 400 (Promiedos).

## Títulos

### Regionais — Liga de Futebol de Neuquén
- Primeira divisão: 2015, 2016, 2017, 2019, 2021
- Copa de Neuquén: 2013, 2014, 2015, 2018, 2021, 2022
- Copa de Integração: 2022